# Adam Urbas
Adam Urbas ist der Titel einer 1920 publizierten Kriminalerzählung Jakob Wassermanns über eine aus einem Vater-Sohn-Konflikt entstandene Tat.

## Inhalt
Die Erzählung besteht v. a. aus den Recherchen zum „Fall Urbas“, die, wie der Herausgeber in seiner kurzen Einleitung erklärt, unter den Aufzeichnungen des „kürzlich verstorbenen Reichsgerichtspräsidenten Diesterweg“ gefunden wurden. Dieser hatte als junger Richter die Voruntersuchungen gegen Adam Urbas geführt, der sich beschuldigt hatte, seinen Sohn ermordet zu haben. Er sammelte Information über Täter und Opfer und rekonstruierte den Ablauf des Geschehens. Dabei stieß er auf einige Widersprüche zwischen den Aussagen und den Untersuchungsergebnissen: Der Gerichtsarzt fand an der Leiche keine Spuren einer gewaltsamen Tat. Das Messer gehörte Simon. Adam gab zuerst an, er habe es seinem Sohn aus dem Hosengürtel gezogen. Später, auf die Unwahrscheinlichkeit dieses Hergangs hingewiesen, widerrief er die Aussage und behauptete, das Messer habe auf dem Tisch gelegen. Diesterweg suchte daraufhin das persönliche Gespräch mit dem Angeklagten, gewann dessen Vertrauen und führte ihn psychologisch geschickt, wie in einem Therapiegespräch, zum Eingeständnis der Wahrheit.

### Das Geständnis
Im Oktober zeigt der Bauer Adam Urbas aus dem fränkischen Dorf Aha auf der Polizeistation Gunzenhausen einen Mord an: Er habe seinem 18-jährigen Sohn Simon den Hals durchgeschnitten. Das blutige Messer legt er als Beweis vor. Die Untersuchung des Tatorts bestätigt seine Angaben und er wird ins Gefängnis nach Ansbach gebracht. Weitere Aussagen verweigert er. Zeugenbefragungen ergänzen die Tat um ein schlüssiges Motiv: „Ein anscheinend beschränkter und in allen Vorurteilen seiner Kaste befangener Bauer hatte seinen entarteten Sprössling, von dem er nur Schande und Unheil erfahren hatte, kurzerhand aus dem Weg geräumt, sowohl um ein Strafgericht zu vollziehen, als auch um noch größerem Übel, das im Entstehen war, vorzubeugen.“

### Vater und Sohn
Im Gespräch mit dem Inhaftierten findet Diesterwegs zunächst diese Deutung bestätigt: Nach dreizehnjähriger kinderloser Ehe hat sich Urbas schon damit abgefunden, „der Letzte eines uralten Bauerngeschlechts“ zu sein, das seinen Stammbaum bis ins 14. Jh. zurückverfolgen kann. Aber er sieht es als Schmach an, keinen Stammhalter gezeugt zu haben: „Wozu das Haus mit den angefüllten Truhen, das Vieh im Stall, das Getreide in der Scheune, wozu Acker und Wiese, Mühle, Fluss und Wald?“ Die Schuld sieht er bei seiner Frau. Als das Ehepaar schließlich nach Zeiten der Unzufriedenheit und Entfremdung doch noch einen Sohn bekommt, scheint sich ihnen ein neues Leben zu eröffnen. Simon wächst wie die anderen Bauernkinder auf, aber der Vater beobachtet als Vertreter der Bauern-Aristokratie gespannt seine Entwicklung: „Eine fast erhabene Vorstellung von dem Verhältnis zwischen Vater und Sohn war mit seinem Wesen verschmolzen. Er fühlte sich als Bauer, das heißt, er fühlte sich als König. Die Erde war seine Erde. […] Kein Halm, der nicht in seinem Namen aufschoss. Eigentum war das Heiligste von allem, und Eigentum war des Herrn bedürftig, dass er es wachsam und unerbittlich verwalte […] Der Sohn übernahm es vom Vater […] durch alle Zeiten hindurch; so war die Ordnung der Dinge, anders war die Welt nicht zu verstehen.“
Simon gerät schon in seiner Kinderzeit in den schlechten Ruf, hinterlistige freche Streich auszuhecken, die allerdings meistens nicht nachgewiesen werden können. Später wird er ein „völlig verlottertes Individuum“, ein arbeitsscheuer Herumtreiber, ein ständiger Gast in allen Wirtshäusern und auf allen Jahrmärkten der Gegend. Das dafür nötige Geld nötigt er der Mutter ab, kassiert es beim Getreidehändler ein und unterschlägt es und verprasst es mit Frauen. Eine aus Nördlingen beschuldigt ihn, von ihm schwanger zu sein, und er versucht sie zu erwürgen. Die Untersuchung dieses Vorfalls ist zum Zeitpunkt seines Todes noch im Gange und Simons Verhaftung steht Gerüchten zufolge bevor.
Von Simons Zechkumpan, dem Eichstädter Maler Kießling, hat Diesterweg von Hassanfällen des Sohnes gegen den Vater, von seiner ohnmächtigen Erbitterung und seinem Zerstörungstrieb erfahren: „[Z]u anderer Zeit wieder war es eine krankhafte Freudlosigkeit, ein melancholisches Hindämmern […] Furcht; oft nicht Furcht, sondern etwas viel Unergründlicheres.“ Bekannte schildern ihn als „schwachen, leicht verführbaren Charakter […] ohne Verwurzelung […] ausschweifend wie einer, der sich betäuben will, arbeitsscheu wie einer, der fortwährend auf der Flucht ist und verfolgt wird, lasterhaft aus innerer Öde, aber keineswegs schlecht.“

### Schuld
Adam kann nicht verstehen, dass sein „Fleisch und Blut“ sich gegen ihn auflehnt: „Wenn einer Böses wirkt und Aberböses, auf den man die Zukunft gebaut, unabänderlich Böses, bis Haus und Hof im Schlamm ersticken, was soll man da tun? […] ein anderes Hirn und Herz einblasen?“ Er kann nachts nicht mehr schlafen, durchforscht sich und den Sohn, überlegt, „wie das Übel zu fassen wäre. Zucht! Zucht kommt immer um den Schritt zu spät, den die Unzucht voraus hat.“ Er fragt sich, woher das alles – „kein Respekt, kein Glaube, keine Redlichkeit, keine Liebe“ – gekommen ist, und dass er, der Vater und Erzieher, dafür die Schuld zu tragen hat. Nicht die Mutter, der Vater müsse Rechenschaft ablegen und er müsse sich sagen, er habe es „verwirkt.“
Urbas hat im Wirtshaus von den Gerüchten über Simons Tat in Nördlingen gehört und ihn zur Rede gestellt, nachdem dieser betrunken nach Hause kam und seine Eltern beschimpft hatte. Adam geht dann in die Kammer seines Sohnes und bietet ihm Geld an, damit er vor der Polizei fliehen kann, um der Schande einer Verhaftung Simons in seinem Haus zu entgehen. Sein Sohn weist dieses Angebot höhnisch zurück und wirft dem Vater wütend seine Unterdrückung vor: „Ihr seid mir ein Leben lang auf der Brust gehockt […] Weit habt Ihr mich gebracht mit Eurem Anschaun und Anschaun. Warum habt Ihr mich nicht genommen und zu mir geredet? Niemals ein einziges Wort geredet? Da muss einen ja die Verzweiflung packen. […] hundertmal hab ich zu Euch hingewollt, aber die Angst vor Euch hat mir’s verwehrt. […] Was hab ich denn verbrochen, dacht‘ ich und wie ich dann was angestellt, war mir wohl und hab wenigstens gewusst, warum […] Ja, ich bin schlecht, aber ich weiß nicht, ob ich’s von Geburt bin […] aber Ihr braucht Euch deshalb nicht wie der Heilige Geist vor mir aufzupflanzen, sondern solltet nachprüfen, was Ihr an mir gefehlt habt. Denn es hätte sein können, dass ich Euch hochverehrt hätte […] das hätte sein können, weil’s in mir war und bloß herausgetrieben worden ist.“ Adam geht hinaus, denkt über das Gehörte nach, kehrt zurück und findet den toten Sohn. Er sagt zu sich. „Wenn dem so ist, so bist du der Mörder; hat er die Schuld bei dir gut, so musst du sie bezahlen.“
Nach dieser Beichte breitet das „Schweigen, in das sein ganzes früheres Leben eingehüllt gewesen, […] sich wieder über ihn, undurchdringlich und in den Tod fließend. Denn am Morgen, wo er enthaftet werden sollte, fand ihn der Wärter am Fensterkreuz erhängt.“

## Interpretation

### Vater-Sohn-Konflikt
Wie in seinen beiden Romanen Caspar Hauser oder Die Trägheit des Herzens (1908) und Der Fall Maurizius (1928) verbindet der Autor in Adam Urbas ein von der Gesellschaft bzw. Vaterfiguren belastetes Kinderschicksal mit einer spannungsreichen Kriminalhandlung, in der ein Mordfall recherchiert wird. Ähnlichkeiten gibt es v. a. zum Maurizius-Roman, in dem Etzel von Andergast die Rehabilitierung des wegen Mordes zu lebenslänglicher Haft verurteilten Leonhart Maurizius erreicht, wogegen sein Vater als Oberstaatsanwalt in einem Indizienprozess für dessen Verurteilung plädiert und damit einen Justizirrtum eingeleitet hat. Die in den Romanen ausgebreiteten unterschiedlichen Sozialisationsmuster sind in Adam Urbas auf Adam Urbas konzentriert und werden im therapeutischen Gespräch mit Diesterweg von der Hauptfigur selbst enthüllt.

### Spannungskurve der Kriminalhandlung
Wassermann baut die Ich-Erzählung nach einer langsam die Wahrheit enthüllenden Spannungskurve auf:
- Der Richter erfüllt zuerst seinen Auftrag und stellt die Akte für den Prozess zusammen, dessen Ergebnis voraussehbar zu sein scheint. Es gibt keine Tatzeugen und ein Geständnis liegt vor. Die Zeugenaussagen über den Charakter des Opfers und die Motive des Täters scheinen schlüssig zusammenzupassen, doch der Täter schweigt.
- Vorausdeutungen über Widersprüche und Unstimmigkeiten bauen die Spannung auf. Diesterwegs Interesse geht über den Tatbestand hinaus und er entwickelt zwei Monate nach der Tat eine Strategie, Urbas zum Sprechen zu bringen:
- Urbas erzählt ihm seine Ehegeschichte und seine enttäuschten Erwartungen an den Stammhalter. Aus dem Kriminalfall entwickelt sich eine psychologische Studie über den Ehrgeiz des Vaters, seinen Sohn in seinem Sinn als Stammhalter der alten Familie aufzubauen, wobei sich dieser verweigert und immer mehr gesellschaftlich abrutscht.
- Eine weitere Stufe erreicht der Richter, als er, auf Zeugenaussagen des Maler Kießling gestützt, Urbas auf das Bekenntnis hinführt, dass der Sohn ihn gehasst hat, und ihm mitteilt, der entwurzelte Trinker und Tagedieb habe sich als Opfer seines starren Erziehungssystems ohne Kommunikation und Gedankenaustausch gesehen. Deshalb fühlt sich der Vater am Selbstmord des Sohnes schuldig und gibt ihn als Mord aus.
- Diesterweg versucht ihn davon zu überzeugen, dass die Zuschreibung eines solchen Maßes an Verantwortung „weit über das hinaus[geht], was einem Menschen verstattet ist.“ Übernehme man sich in dem, wozu man sich verpflichtet wähne, so vergreife man sich auch in seinen Rechten. Der Richter erreicht die Haftentlassung Urbas.
- Wendung der Handlung: Am nächsten Morgen findet man Urbas erhängt in seiner Zelle.